# Año Internacional del Deporte y el Ideal Olímpico
1994 fue proclamado Año Internacional del Deporte y el Ideal Olímpico por la Asamblea General de las Naciones Unidas en su cuadragésimo octavo período de sesiones mediante la resolución 48/10, adoptada el 25 de octubre de 1993. La designación coincidió con el centenario del Comité Olímpico Internacional (COI), fundado en 1894 por Pierre de Coubertin, cuyo principal fue destacar la capacidad del deporte para promover la paz, la comprensión internacional y el desarrollo cultural entre personas de todo el mundo, en armonía con los ideales olímpicos.
El Ideal Olímpico, según la resolución de la Asamblea General de la ONU, se basa en la construcción de un mundo mejor a través de la educación mediante el deporte y la cultura. Busca promover la comprensión internacional entre las naciones y fomentar la paz global. El COI, en su papel coordinador del Año Internacional, resaltó la importancia del deporte como una herramienta poderosa para la solidaridad, la amistad y el entendimiento mutuo entre los pueblos.
El Comité Olímpico Internacional asumió la coordinación de las actividades, en colaboración con federaciones deportivas internacionales y comités olímpicos nacionales. Esta proclamación también se vinculó con el Año Internacional de la Familia, celebrado el mismo año, subrayando el potencial del deporte como una herramienta para fortalecer los lazos familiares y comunitarios.

## Actividades y alcance
Durante este año, se llevaron a cabo actividades a nivel nacional e internacional que enfatizaron los ideales de paz, solidaridad y amistad. Estas incluyeron competencias deportivas, conferencias y eventos culturales que promovieron el entendimiento intercultural y el espíritu olímpico.
El COI lanzó un llamamiento global para fomentar un mundo más pacífico a través del deporte, y este esfuerzo fue respaldado por resoluciones de organismos como la Organización de la Unidad Africana. Además, la iniciativa no implicó costos adicionales para las Naciones Unidas ni para sus Estados miembros, ya que se llevó a cabo sin la creación de estructuras administrativas adicionales.
La observancia del Año sirvió también para reforzar la idea de la "tregua olímpica", una tradición que data de la Antigua Grecia y que busca suspender conflictos durante los Juegos Olímpicos para facilitar la paz y la cooperación entre naciones.